# Ata'ollah Ashrafi Esfahani
Pour les articles homonymes, voir Esfahani.
 (juillet 2025).
Le contenu est difficilement compréhensible vu les erreurs de traduction, qui sont peut-être dues à l'utilisation d'un logiciel de traduction automatique.
Ata'ollah Ashrafi Esfahani (persan : آیت‌الله عطاءالله اشرفی اصفهانی    , 1902–1982) était un chef religieux iranien. Il est né près d' Ispahan et a fait ses études à Ispahan et au séminaire de Qom.  
Il est devenu mojtahed à l'âge de 40 ans. Après la révolution islamique de 1979, il a été choisi comme imam Jumu'ah (le mollah en chef pour les prières du vendredi) pour la ville de Kermanchah. Il a été tué lors de la prière du vendredi du 15 octobre 1982. 

## Jeunesse
Esfahani est né en 1902 à Khomeynichahr, une ville située à environ 10 km à l'ouest de la ville centrale d'Ispahan. Son père, Mirza Asadollah, était un érudit religieux ; sa mère, Najmeh, était une fille de Sayyed Mohammad Taghi MirDamadi. Il est un descendant d'un des érudits du Jabal Amel (en arabe : جبل عامل, soit le Sud du Liban actuel) qui se sont convertis à l'islam à ses débuts ; ses ancêtres ont ensuite déménagé dans la région d'Ispahan.

## Éducation
Le jeune Esfahani a fait ses études préliminaires dans son lieu de naissance, Sadeh (appelé plus tard Khomeynichahr après la révolution islamique). À l'âge de 12 ans, il est allé au Esfahan Hawza (séminaire), où il est resté pendant une dizaine d'années, apprenant de savants tels que l'ayatollah Besharati et Hassan Modarres. En 1923, à 20 ans, il s'installe au séminaire de Qom pour poursuivre ses études. Tout d' abord, il est allé au Séminaire Razawieh (persan : مدرسه رضویه). 
Pendant un an, le Séminaire Feyzieh (persan : مدرسه فیضیه) pendant environ un an avant de commencer à étudier avec Abdul-Karim Haeri Yazdi. Après la mort de Haeri Yazdi en 1937, il a étudié auprès de Mohammad Taghi Khansari, Seyed Mohammad Hojjat Kuh-Kamari et Seyed Sadreddin Sadr. A quarante ans, il a été certifié pour ijtihad (persan : اجتهاد) par Mohammad Taghi Khansari. 
Lorsque Seyyed Hossein Tabatabai Borujerdi est allé à Qom, Esfahani a étudié avec lui pendant 15 ans.

## Relation avec Khomeini
Dès le début du séjour d'Espahani au séminaire de Qom, l'ayatollah Khomeini l'a prêté attention, citant sa vertu et ses efforts scientifiques et pratiques. Khomeini a dit à son sujet : "Ce cher martyr autel qui a été martyrisé vendredi dernier, était la grande personne que j'ai pour lui. Je connais ce Bienheureux depuis presque soixante ans" ,. Khomeini a également déclaré: "Pendant de longues années, je l'avais connu, admirais son esprit calme, paisible et rassurant, ainsi que ses vastes connaissances et ses bonnes actions". Les sentiments étaient apparemment réciproques ; Esfahani a déclaré que "personne ne peut être comparé à l'imam Khomeini". Après la mort de Boroujerdi en 1961, Esfahani a tenté de déclarer Khomeini Grand Marja, en remplacement de Boroujerdi,,.

## Activités religieuses et politiques

### Se rendre à Kermanshah
En 1956, Esfahani s'installe à Kermanchah sous le commandement de l'ayatollah Borujerdi, pour diffuser les enseignements de l'islam et rouvrir le séminaire de Kermanshah. En 1963, Khomeini l'a nommé son représentant à Kermanshah. Après la révolution islamique du 6 octobre 1979, Khomeini l'a choisi comme imam Jumu'ah de Kermanshah.

### Rôle dans la révolution islamique en Iran
Il était l'un des partisans de Khomeiny dans la révolution iranienne. La commémoration de la disparition de Mostafa Khomeini par Ispahani a été la base du mouvement révolutionnaire à Kermanshah,. Le 5 janvier 1978, avec la publication d'un article insultant dans le journal Ettela'at contre Khomeini, des manifestations ont eu lieu dans de nombreuses villes iraniennes, dont Kermanshah. Esfahani était le chef de la manifestation à Kermanshah, ainsi que de nombreuses autres personnes dans cette ville. 

### Guerre Iran-Irak
Pendant la guerre Iran-Irak, il s'est rendu dans les zones de guerre et s'est entretenu avec des soldats iraniens. Il a également souligné l'importance de la guerre dans les sermons pendant les prières Jumu'ah,. 

### Essayer d'unir les sunnites et les chiites
Il a essayé d'unir les sunnites et les chiites à Kermanshah. Pour tenter cela, il a visité Paveh, Djavanroud et Ravansar, les villes sunnites de Kermanshah, et a tenu de nombreuses réunions avec des érudits sunnites. 

### Livres
- Al-Bayan
- Interprétation du Coran (un bref examen des interprétations chiites et sunnites)
- Majma-Al-Shatat
- Les livres sur Muqatta'at
- Un livre sur l' Imam Mahdi[15].

## Décès
Le 15 octobre 1982, après deux tentatives infructueuses de l'assassiné, il a été tué à l'âge de 80 ans alors qu'il priait Jumua'h,.